# 瓦曼里帕約克山 (卡蘭波馬區)
11°38′01″S 76°22′17″W / 11.63361°S 76.37139°W
瓦曼里帕約克山（Wamanripayuq），是秘魯的山峰，位於該國中南部利馬大區，由瓦羅奇里省的卡蘭波馬區負責管轄，屬於安地斯山脈的一部分，海拔高度5,000米。